# Изабелла (индейская резервация)
Изабелла (англ. Isabella Reservation) — индейская резервация народа оджибве, расположенная в центральной части штата Мичиган, США. 

## История
К появлению первых европейских поселенцев центральную и восточную часть Нижнего полуострова Мичигана занимали три группы оджибве — блэк-ривер, сагино и суон-крик. В 1855 году они подписали договор с правительством США, который предусматривал создание индейских резерваций, но лишь в 1864 году была официально создана резервация Изабелла, а три группы были объединены в племя сагино-чиппева. 
Так как в округе Изабелла были одни из лучших насаждений белой сосны во всём штате Мичиган, лесозаготовительные компании стремились завладеть землями резервации. Когда в конце XIX века территория резервации была поделена на наделы, многие индейцы продали свои участки лесозаготовителям за небольшую часть их стоимости. Для многих продажа земли была единственным способом прокормить свои семьи. Это, в сочетании с многочисленными мошенническими сделками между индейскими агентами и евроамериканскими бизнесменами, привело к тому, что большая часть Изабеллы стала принадлежать белым людям. Только с принятием Закона о реорганизации индейцев в 1934 году ситуация для сагино-чиппева стала меняться к лучшему.

## География
Резервация состоит из нескольких несмежных участков. Основная часть резервации находится в округе Изабелла, небольшие участки также расположены в южной части округа Аренак. Общая площадь резервации, включая трастовые земли (4,467 км²),  составляет 569,393 км², из них 564,939 км² приходится на сушу и 4,454 км² — на воду. Административным центром резервации и штаб-квартирой племени является город Маунт-Плезант.

### Тауншипы
Из восьми тауншипов, которые располагаются на территории резервации, семь находятся в округе Изабелла, один, Стандиш — в округе Аренак.
- Денвер[англ.]
- Дирфилд[англ.]
- Изабелла[англ.]
- Ноттава[англ.]
- Стандиш[англ.] (часть)
- Уайз[англ.]
- Чиппева[англ.] (часть)
- Юнион[англ.] (часть)

Часть города Маунт-Плезант также входит в состав резервации.

## Демография
По данным федеральной переписи населения 2010 года, в резервации проживало 26 274 человека. Согласно федеральной переписи населения 2020 года в резервации проживало 25 534 человека, насчитывалось 10 137 домохозяйств и 11 532 жилых дома. Средний возраст, проживающих в Изабелле, составлял 39,1 год. Доход среднего домохозяйства в индейской резервации составлял 59 483 доллара США. Около 16,2 % всего населения находились за чертой бедности, в том числе 17,3 % тех, кому ещё не исполнилось 18 лет, и 10,4 % старше 65 лет.
Расовый состав распределился следующим образом: белые — 21 335 чел., афроамериканцы — 350 чел., коренные американцы (индейцы США) — 1 614 чел., азиаты — 228 чел., океанийцы — 11 чел., представители других рас — 283 чел., представители двух или более рас — 1 713 человек; испаноязычные или латиноамериканцы любой расы составили 1 176 человек. Плотность населения составляла 44,8 чел./км².

## Комментарии
1. ↑  В состав резервации входит часть населённого пункта.